# Promna-Kolonia
Promna-Kolonia (Promna Pieńska) – wieś w Polsce położona w województwie mazowieckim, w powiecie białobrzeskim, w gminie Promna. Leży na Nizinie Mazowieckiej przy drodze krajowej nr 7.
W latach 1975–1998 miejscowość administracyjnie należała do województwa radomskiego.
Wieś jest sołectwem w gminie Promna. 
Na terenie wsi znajduje się zakład produkujący wyroby alkoholowe. Wieś liczy 330 mieszkańców. Bardzo dobrze rozwinięte jest sadownictwo. Wieś znajduje się w największym zagłębiu sadowniczo-ogrodniczym w Polsce. Uprawiane są głównie drzewa owocowe. Duża część owoców eksportowana jest na zachód Europy. 
Przez wieś przebiega S7 (DK7).